# Парижская Коммуна (газотурбохід, 1968)
«Парижская Коммуна» — один з перших в СРСР торгових суден-газотурбохідів, багатоцільовий суховантажник проекту 567 з серії «Ленинский Комсомол» обладнаний газотурбінним двигуном, перше судно з гвинтом регульованого кроку (ГРК) в торговельному флоті СРСР. Це був найбільший у світі газотурбохід на момент спуску на воду.
У 1968 році при тісній співпраці ЦНДІМФа (Центральний науково-дослідний інститут морського флоту) з фахівцями суднобудівних заводів для ММФ СРСР було спроектовано і побудовано суховантажне судно «Парижская Коммуна», дедвейтом 16 тисяч тонн, зі швидкістю 19 вузлів, з найпотужнішою в той час у світі газотурбінною установкою потужністю 9,5 МВт та гвинтом регульованого кроку (ГРК). Газотурбинная установка ГТУ-20 була спроектована і побудована на Кіровському заводі в Ленінграді. Судно спущене на воду 23 жовтня 1965 і протягом трьох років - до 17 грудня 1968 року - проходило налагоджувальні випробування. У перший же рік експлуатації газотурбохід благополучно завершив 9 рейсів в порти Куби, Канади і Мексики, працюючи в різних кліматичних умовах. При цьому простоїв з технічних причин не було. Надалі судно експлуатувалося в Чорноморському морському пароплавстві (ЧМП).
Але, зі слів моряків працювавших на суднах серії «Ленинский Комсомол», судно «Парижская Коммуна» таки мало проблеми. Так з часом довелося відмовитися від гвинта регульованого кроку, просто не використовуючи цю функцію гвинта.
У 1991 році, у зв'язку з розпадом СРСР і дезорганізацією Чорноморського морського пароплавства, суховантажник «Парижская Коммуна», як і багато інших суден ЧМП, був проданий і відправлений за кордон для перегону, щоб потім розрізати його на металобрухт. Для цього судно було перейменовано в «Pariz», ІМО номер 6612001, прапор після продажу невідомий. Суховантажник розрізали в Аліага (Туреччина) в 1992 році. «Парижская Коммуна» на той момент мала вік 23 роки. Звичайний, прийнятний термін служби суховантажних суден у 1990-х роках вважався до 25 років. Виходить судно здали на злам, так би мовити, по старості.